# مایکل راندیو
مایکل راندیو (انگلیسی: Michael Rundio؛ زادهٔ ۲۱ ژانویهٔ ۱۹۸۳) بازیکن فوتبال اهل آلمان است که در پست مدافع بازی می‌کرد.
از باشگاه‌هایی که در آن بازی کرده‌است می‌توان به باشگاه فوتبال گروتر فورث، باشگاه فوتبال اشتوتگارت، باشگاه فوتبال هوفنهایم، و اشپورت فقاند زیگن اشاره کرد.